# Ciudad Delirio
Ciudad Delirio es una película colombo-española, estrenada en abril de 2014 y rodada en la ciudad de Cali, dirigida por la española Chus Gutiérrez y protagonizada por Carolina Ramírez (Angie) y Julian Villagrán (Javier).

## Argumento
Javier es un médico farmacológico español que debido a su trabajo tiene que asistir a un congreso de Medicina en la ciudad de Cali, y es ahí donde conoce a Angie, una bailarina de salsa que tiene a su cargo una escuela joven de salsa de la ciudad. Durante el trascurso de la película se desarrolla una historia de amor, drama y mucha música que hará a Javier cambiar su forma de pensar respecto a la vida y empezar una nueva al lado de Angie y las amistades que hace en Colombia.

## Reparto
- Julian Villagrán
- Carolina Ramírez
- Ingrid Rubio
- Jorge Herrera
- Margarita Ortega
- Vicky Hernández
- Jhon Alex Castillo

- Datos: Q19722020